# Ґлорія Маджиґа-Камото
Ґлорія Маджиґа-Камото (нар. бл. 1991 р.) — малавійська екоактивістка, офіцерка з розвитку громади Малаві. Лавреатка екологічної премії Голдман для Африки (2021) за роботу у відстоюванні виконання національної заборони на імпорт і виробництво та розповсюдження одноразового пластику в Малаві у 2019 році.

## Життєпис
Народилася в Малаві приблизно в 1991 році. Відвідувала малавійську початкову та середню школи. Здобула бакалаврський ступінь в Університеті Малаві. Вступила на програму магістерки права в Лондонському університеті за стипендією Canon Collins Educational & Legal Assistance Trust.
Має сина.

## Активістська діяльність
Після завершення навчання на бакалавраті Маджиґа-Камото працювала в Центрі екологічної політики та адвокації (CEPA), неурядовій організації, що базується в Лімбе, передмісті Блантайра, фінансової столиці Малаві.
Керувала «Проєктом сталого сільського господарства провідного фермера», який включав програму «передачі» для кіз та іншої худоби. Програма дарувала козу одному фермеру. Коли самка народжувала козеня, фермер передавав козу наступному фермеру і так далі, поки у всіх фермерів когорти не з'явилися кози.
Однак програма розвивалася не за планом. Деякі з фермерів втратили кіз, які проковтнули пластикові відходи, розкидані сільською місцевістю Малаві, і померли від кишкової непрохідності.
Закон Малаві 2015 року забороняє імпорт, виробництво та розповсюдження одноразового пластику. Однак він не виконувався. Спроби Ґлорії Маджиґа-Камото та її колег вести цивільний діалог із виробниками пластмас у Малаві були відкинуті. Станом на 2016 рік малавійські виробники пластику продукували 75 000 тонн пластику на рік. З них 80 % були одноразовими та важкопереробними. Пластикові відходи засмічували водні шляхи і, споживаючись худобою, вбивали тварин.
Асоціація виробників пластику подала до суду на уряд, оскаржуючи заборону на одноразовий пластик. Вони виграли в судах нижчої інстанції, але справу було оскаржено до Верховного суду країни. Маджиґа-Камото з колегами організувала публічні демонстрації, щоб висвітлити «проблему пластику» в країні. Дослідження, проведене на замовлення уряду Малаві, задокументує, що країна виробляє більше пластикових відходів на душу населення, ніж будь-яка інша країна в Африці на південь від Сахари.
За п'ятирічний період судова справа потрапила до Верховного суду Малаві. У липні 2019 року Верховний суд постановив, що виробництво, маркетинг, продаж і використання одноразового пластику (60 мікрон або менше) були незаконними в Малаві. З 2019 року три фабрики були закриті, а на четвертому вилучено виробниче обладнання.

## Особисте
Глорія Маджіга-Камото має одного сина.